# Tachikawa Ki-92
Il Tachikawa Ki-92 (立川 キ92?) fu un aereo da trasporto militare bimotore, monoplano ad ala bassa, sviluppato dall'azienda aeronautica giapponese Tachikawa Hikōki KK negli anni quaranta del XX secolo e rimasto allo stadio di prototipo.
Destinato ad equipaggiare i reparti della Dai-Nippon Teikoku Rikugun Kōkū Hombu, la componente aerea dell'esercito imperiale giapponese, durante la seconda guerra mondiale, il suo sviluppo fu lento e riuscì a volare solo nell'aprile 1945, quando oramai le sorti del conflitto erano compromesse per entrare in servizio.

## Storia del progetto
Nella prima parte della sua storia, la componente aerea dell'esercito imperiale aveva deciso di puntare, per la dotazione ai reparti da trasporto, su modelli di importazione realizzati all'estero, o acquistati direttamente nei loro paesi d'origine o costruiti localmente su licenza, oppure modificando modelli di bombardiere di produzione nazionale già in servizio; tuttavia allo scoppio della guerra del Pacifico si fece più consapevole l'importanza tattica nel trasporto di mezzi e personale militare in zone di guerra.
Nel marzo 1943 l'esercito giapponese espresse l'esigenza di dotare i propri reparti aerei di un nuovo modello di aereo da trasporto tattico pesante, un velivolo da affiancare ai Mitsubishi Ki-57 già in servizio, ma dalla capacità più elevata. Le autorità militari incaricarono dello sviluppo la Tachikawa Hikōki, la quale aveva già fornito all'esercito diversi modelli di aerei da addestramento, e tra le specifiche richieste il nuovo modello doveva riproporre la configurazione bimotore, superare in caratteristiche tutti i pari ruolo fino ad allora adottati dal servizio aeronautico dell'esercito, e poter trasportare carri armati leggeri, artiglieria da campo e truppe.
Il progetto venne assegnato all'ingegnere Shinjiro Shinagawa, il quale avviando quello stesso mese il suo sviluppo riuscì a realizzare un primo prototipo entro il settembre 1944. Il velivolo era caratterizzato, come il precedente Tachikawa Ki-77, da una raffinata tecnologia, per l'epoca, che riguardava la velatura, monoplana dal profilo laminare. Il Ki-92 aveva anche uno scompartimento per il carico sigillato con finestrini con doppi vetri, che poteva ospitare 34 militari di truppa in 4 file (inclusi due sedili di emergenza) per ridurre la necessità di ossigeno e il raffreddamento forzato del tiraggio nelle gondole motore a bassa resistenza.
A causa di varie riparazioni e modifiche, il primo volo non ebbe luogo fino all'aprile 1945. Durante le successive prove di volo registrò una velocità massima di 426 km/h (230 kn), ma il Ki-92 rivelò essere pericoloso nel volare con il portellone di carico aperto a queste velocità, benché la rigidità della fusoliera non fosse un problema.

## Utilizzatori
Giappone
- Dai-Nippon Teikoku Rikugun Kōkū Hombu

### Pubblicazioni
- Tullio Marcon, Le denominazioni dei velivoli giapponesi, in Storia Militare, VIII, n. 81, Parma, Albertelli Edizioni Speciali srl, giugno 2000.